# Marie Prouvensier
Marie Prouvensier, född 9 februari 1994 i Dijon är en fransk handbollsspelare. Hon spelar som högersexa.

## Klubbkarriär
Marie Prouvensier började spela handboll fem år gammal i sin födelsestad i Cercle Dijon Bourgogne. Säsongen 2010-2011 fick hon debutera i ligan i Frankrike med  Cercle Dijon Bourgogne, en klubb som nu heter JDA Dijon Bourgogne Handball. 2013 avancerade klubben till andraligan i Frankrike och året efter till den högsta ligan. Prouvensier bytte sommaren 2016 klubb till franska toppklubben Brest Bretagne HB. Med Brest vann hon 2018 den franska cupen. I finalen mot Toulon Saint-Cyr Var HB gjorde hon 4 mål. 2019 gick hon över till OGC Nice Côte d'Azur Handball.

## Landslagskarriär
Prouvensier spelade för de franska ungdomslandslagen 2011-2014 i U-17 EM, U-18 VM, U-19 EM och slutligen U-20 VM. Hon fick sedan snabbt debutera i A-landslaget. Prouvensier debuterade i landslaget den 27 november 2014 mot Serbien. Hon spelade sedan direkt i europamästerskapet 2014. Ett år senare var hon med i VM 2015 i Danmark. Hon var också med i OS 2016 i Brasilien och tog då hem en silvermedalj med Frankrike.